# Nguyên Chấn Hiệp
Nguyên Chấn Hiệp (tiếng Anh: The Legendary Ranger; tiếng Trung: 原振俠, Yuan Zhen-xia) là một bộ phim truyền hình ngắn tập đa thể loại của Hồng Kông do Mai Tiểu Thanh sản xuất năm 1993 và được trình chiếu trên đài TVB. Bộ phim có sự tham gia của các diễn viên chính như Lê Minh, Lý Gia Hân, Hồng Hân và dàn diễn viên kỳ cựu, các minh tinh và ngôi sao tương lai như Vương Phi và Chu Nhân. Bộ phim dựa trên nhân vật bác sĩ phẫu thuật/anh hùng phiêu lưu giả tưởng của biên kịch Nghê Khuông là Nguyên Chấn Hiệp và được đặt trong bối cảnh vũ trụ hư cấu Wisely, ở đó người ngoài hành tinh, thế giới phép thuật và các anh hùng võ hiệp cùng tồn tại.
Thời điểm này Lê Minh đang ở giai đoạn đầu của thời kỳ Tứ Đại Thiên Vương trong sự nghiệp của mình, còn bộ phim được bấm máy và biên tập, nhất là những cảnh chiến đấu, với cảm giác như của một video nhạc pop. Bối cảnh đa thể loại và phần nhìn thẩm mỹ của bộ phim vào thời gian đó là một sự sáng tạo đột phá so với thể loại võ hiệp lịch sử cổ trang mà khán giả Hồng Kông vẫn từng được thưởng thức.

## Các vai diễn
| Diễn viên      | Trong vai                 | Mô tả |
| Lê Minh        | Nguyên Chấn Hiệp (原振俠) | bác sĩ phẫu thuật, thám tử nghiệp dư, võ sư, nhà phiêu lưu                                                                                               |
| Lý Gia Hân     | Hoàng Quyên (黃絹)        | người mẫu, trung gian của giáo phái |
| Hồng Hân       | Lam Linh (藍綾)           | vũ công, người tình của Nguyên Chấn Hiệp, bị sát hại và tiểu não của cô được chuyển sang cho Hoàng Quyên                                                 |
| Ngô Đại Dung   | Kim Thạch (金石)          | bác sĩ phẫu thuật, thám tử nghiệp dư, võ sư, nhà phiêu lưu, thù ghét Nguyên Chấn Hiệp và bắt đầu giết chết những ai mà bác sĩ Nguyên đem lòng yêu thương |
| Tiền Gia Nhạc  | Mặc Minh (莫名)           | kẻ thi hành theo giáo phái |
| Chu Nhân       | Vân Thái (雲彩)           | y tá và là đồng minh của bác sĩ Nguyên, người thử vận may theo linh tính                                                                                 |
| Ngụy Tuấn Kiệt | Hoàng tử                  | Hoàng tử của một quốc đảo Hồi giáo, bị bắt cóc làm vật phát sinh                                                                                         |
| Vương Phi      | Hải Đường (海棠)          | cận vệ của Hoàng tử |
| Quan Hải Sơn   | Vinh Diệu (榮耀)          | triệu phú hảo tâm, lãnh đạo kín của một giáo phái tận thế                                                                                                |
| Lý Lệ Lệ       | Như Nhân (如茵)           | đồng minh của Vinh và là cấp phó |